# Kostel Nejsvětější Trojice (Drnovice)
Filiální kostel Nejsvětější Trojice je římskokatolický chrám v obci Drnovice v okrese Blansko. Kostel je chráněn jako kulturní památka České republiky.

## Historie
Kostel byl v Drnovicích dostavěn pravděpodobně v roce 1526, kdy jej tu nechal z kaple přestavět Ctibor z Drnovic společně se svou manželkou Markétou z Náchoda. Dle dochovaných nápisů byl vysvěcen týž rok. Ve třetí čtvrtině 17. století byla zaklenuta loď a přistavěna sakristie, v roce 1792 vestavěna hudební kruchta a zbudovány boční kaple. Dílem novogotických úprav z roku 1880 jsou ostění a kružby v oknech, kruhová okna v kněžišti a bočních kaplích a koruna věže.

## Popis
Jedná se o jednolodní stavbu s odsazeným pětibokým kněžištěm, k nimž přiléhá sakristie obdélníkového půdorysu. K lodi se přimykají čtyřboké kaple a hranolová kaple. Kněžiště je opatřeno pilíři s odstupňovanou stříškou. Hladké fasády jsou prolomeny v kněžišti štíhlými lomenými okny. v lodi okny půlkruhovými. Vstup do kostela je podvěžím zaklenutým valeně s výsečemi. Kněžiště se otevírá do lodi mírně zaklenutým vítězným obloukem. Loď je zaklenuta valeně, boční kaple jsou zaklenuty plackami.

## Zařízení
V kostele se nachází pět oltářů zasvěcených svatému Floriánovi, svatému andělu strážnému, Narození Krista, Panně Marii a jeden hlavní oltář. V kostele jsou také náhrobní desky, zde pochovaných majitelů drnovického panství.
Tři původní zvony byly odlity ještě pro kapli v letech 1508, 1512 a 1519. V současné době se v kostele nachází celkem pět zvonů, a to původní z roku 1519, tři nové z roku 1991 a v sanktusníku z roku 1508.

## Fotogalerie

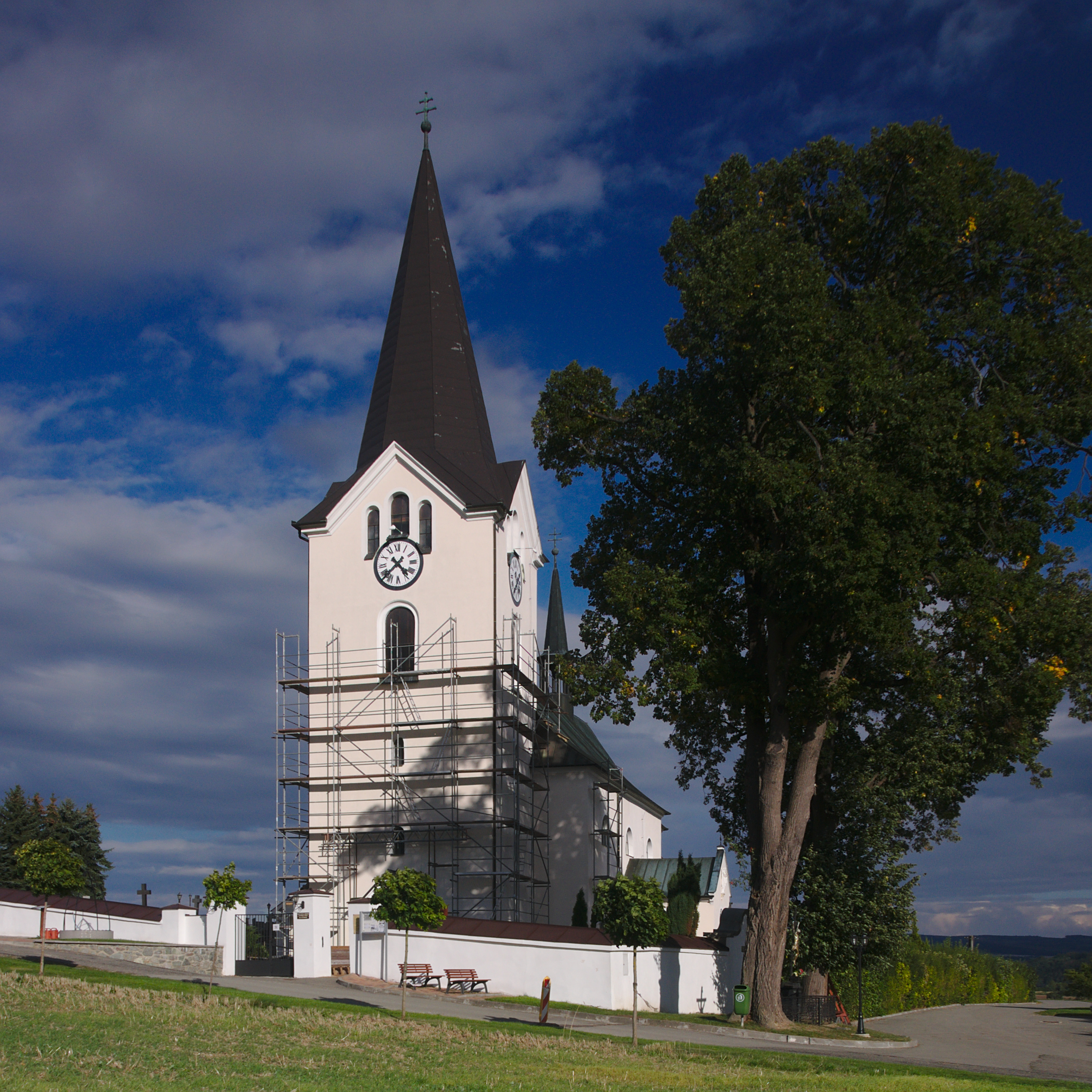
Pohled z jihozápadní strany
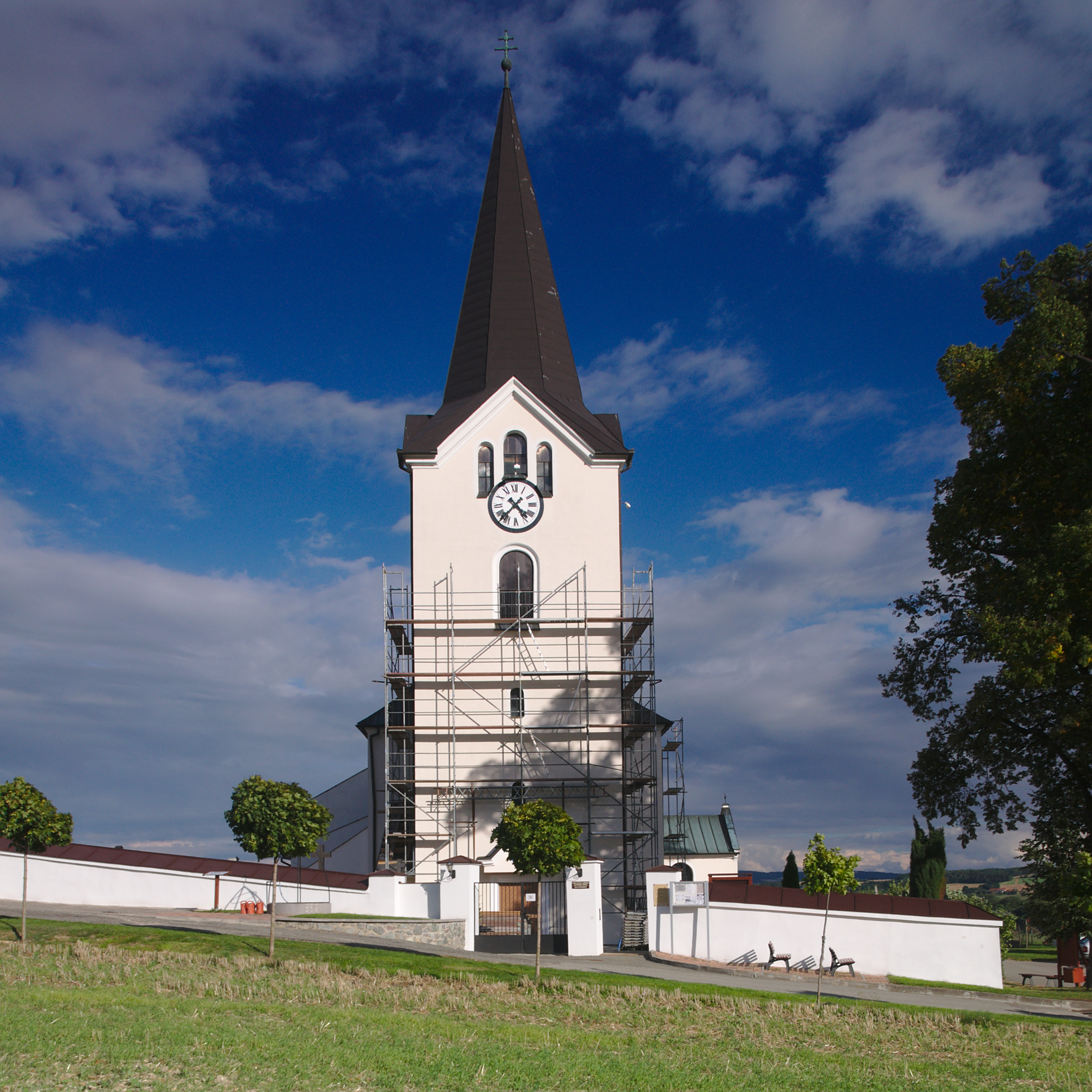
Čelní pohled
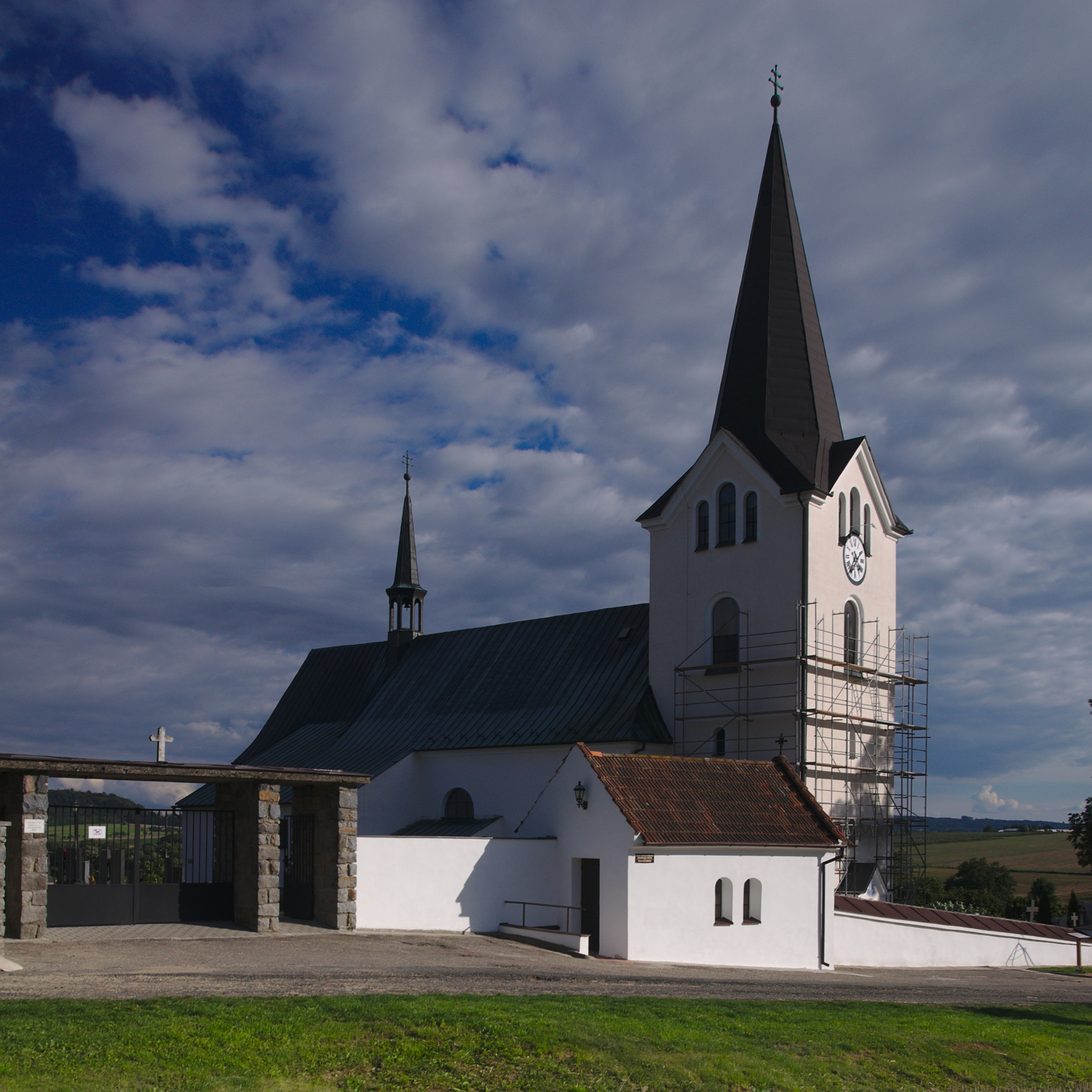
Pohled ze severozápadní strany
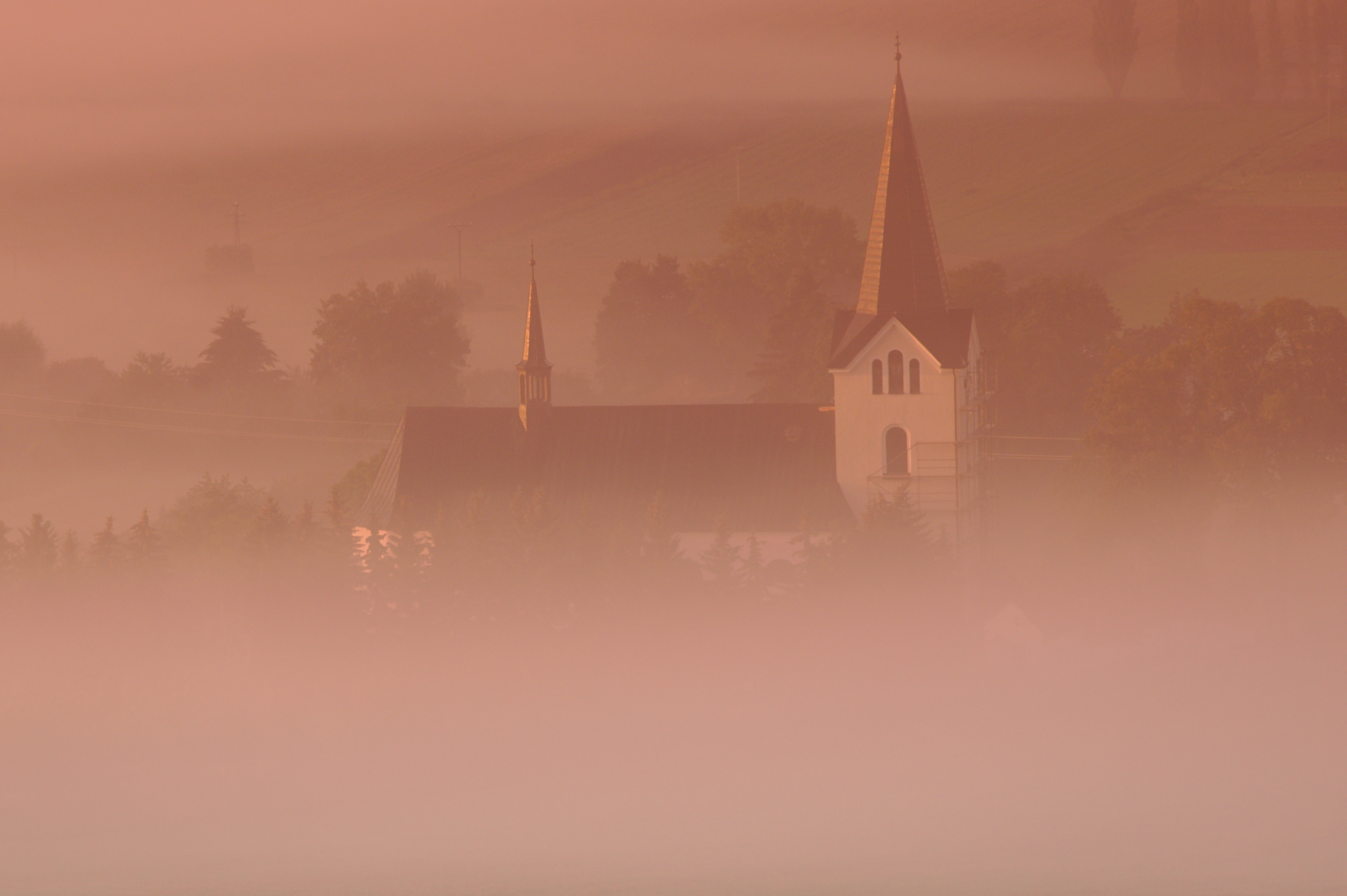
Pohled od severu
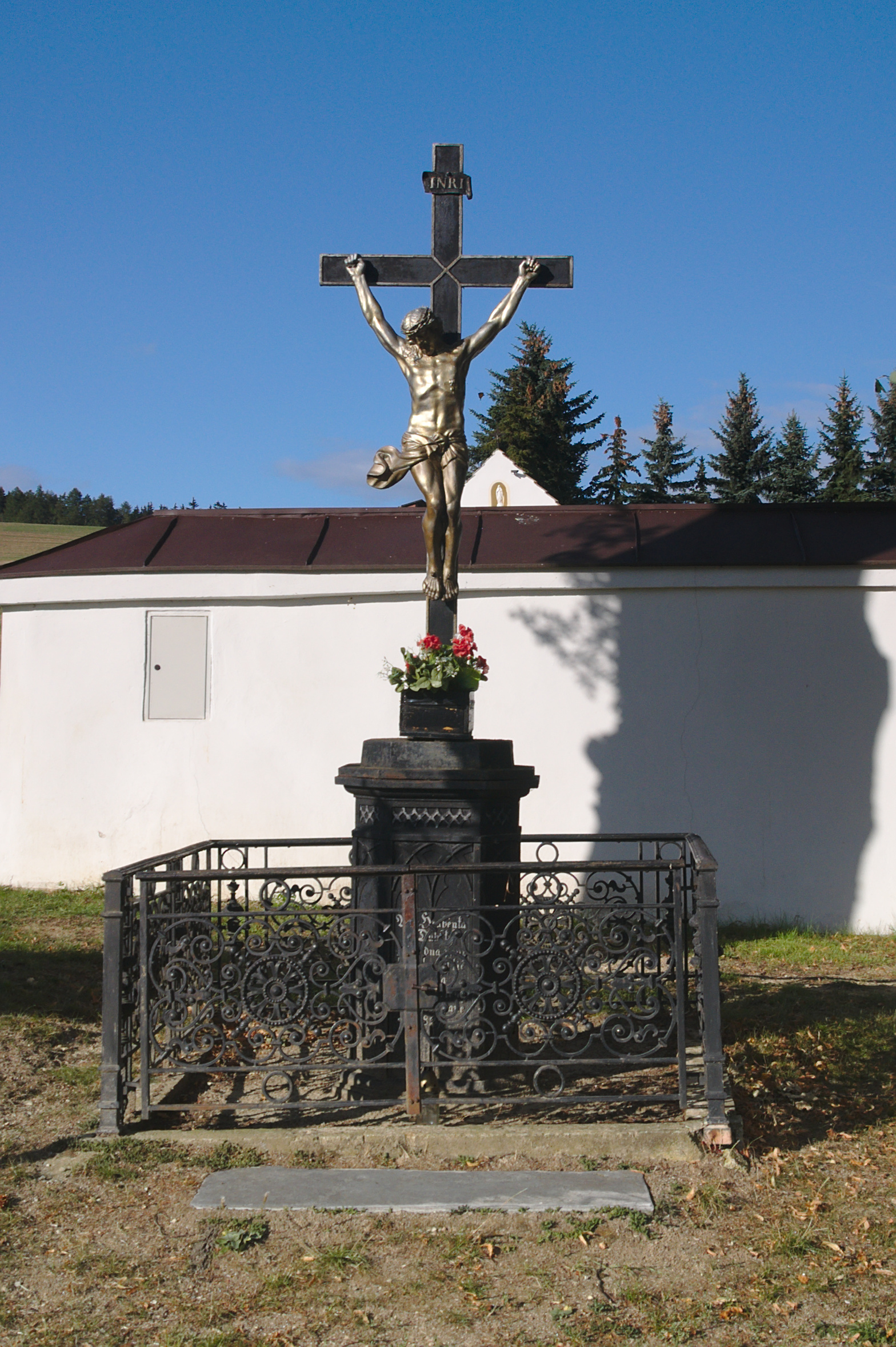
Kříž vedle kostela